# Young Engineers Sportscar
Young Engineers Sportscar (коротко «YES!») — німецька марка автомобілів в складі концерну Funke & Will AG.

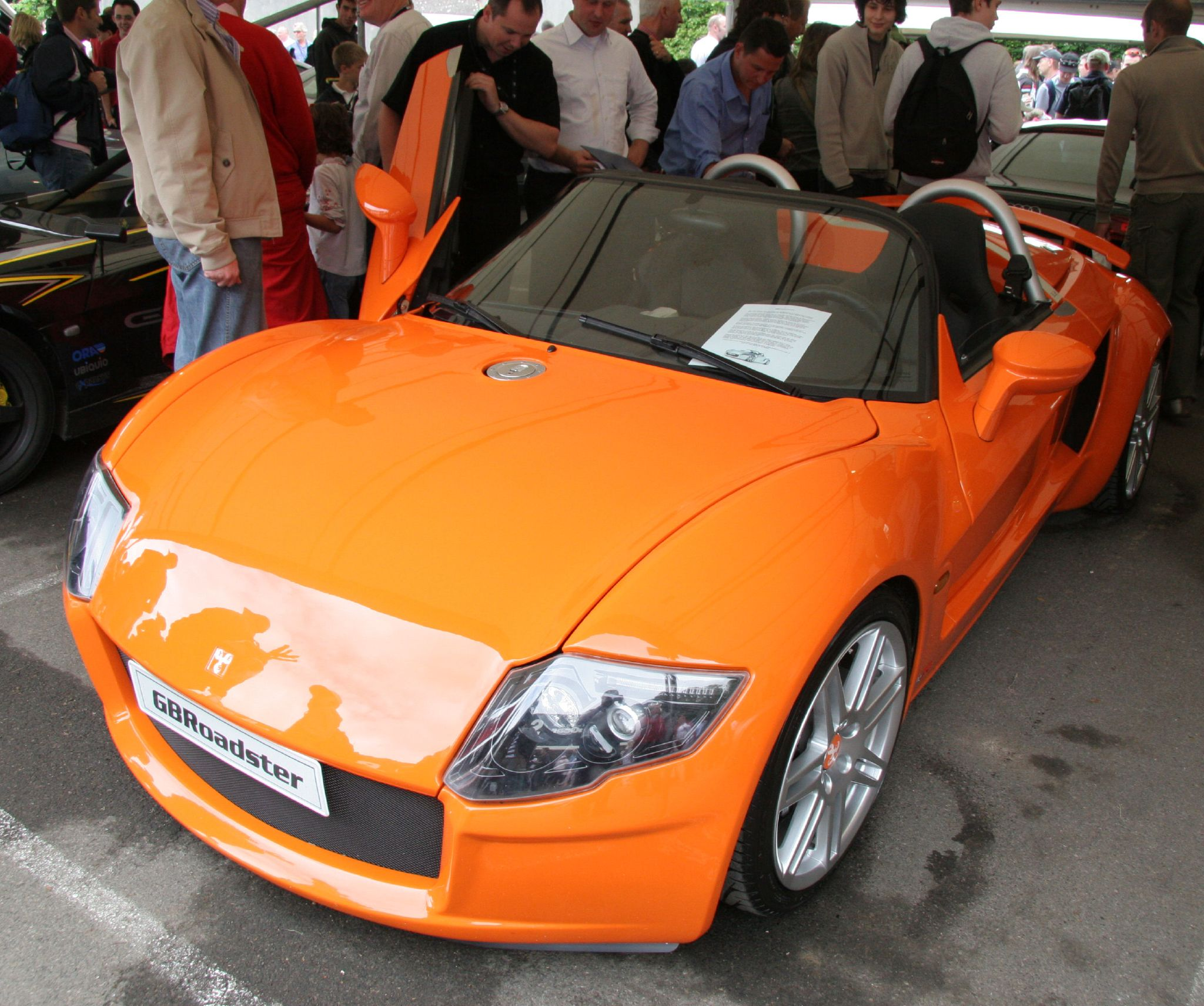
YES GB Roadster

## Про машину
Це компактний спортивний родстер, який був розроблений двома студентами Кельнського інституту як дипломна робота і представлений на міжнародному автошоу у Франкфурті як концептуальний автомобіль. З 2001 року випускається серійно. Автомобіль важить 585 кілограмів, оскільки побудований на просторовій рамі з алюмінію, а кузовні панелі — з вуглепластику.
Невеликий родстер розганяється до ста кілометрів за чотири секунди завдяки чотирициліндровому турбодвигуну об'ємом 1,8 літра від родстера Audi TT. Максимальна швидкість — 264 км/годину. Оснащений 18-дюймовими колесами розмірності 245х40 ZR спереду і 265х35 ZR — ззаду. Антиблокувальної системи гальм і систем курсової стійкості немає.